# Proasellus variegatus
Proasellus variegatus är en kräftdjursart som beskrevs av Odette Afonso1982. Proasellus variegatus ingår i släktet Proasellus och familjen sötvattensgråsuggor. Inga underarter finns listade i Catalogue of Life.